# 陳昭常
陳 昭常（ちん しょうじょう）は清末中華民国の政治家。中華民国の初代吉林都督である。字は簡穉。

## 事跡
清朝では進士となり、翰林院編修、吏部主事、員外郎、郎中を歴任した。その後、吉林省に赴任し、長春府知府、吉林府知府を歴任した。次いで広西省に異動し、右江道、按察使を歴任した。この後、いったん中央に戻り、郵伝部左丞、山海関内外鉄道幇弁をつとめた。吉林間島辺防督弁をさらにつとめた後、1908年（光緒34年）に吉林巡撫に昇進した。
中華民国建国後の1912年（民国元年）3月、初代吉林都督に任命された。翌1913年（民国2年）1月に同省民政長も兼任している。6月、広東民政長に異動したが、病気のため着任できなかった。
同年10月24日、上海市で病没。享年48。